# アンリ・オットマン
アンリ・オットマン（Henry Ottmann または Henri Ottmann、1877年4月10日 – 1927年6月1日）はフランス生まれの画家である。

## 略歴
フランス、ロワール＝アトランティック県のアンスニに生まれたが、若い時代にベルギーのブリュッセルに移った。1898年にブリュッセルでに設立された、画家オーギュスト・オレフ(Auguste Oleffe: 1867-1931)を会長とする美術家グループ「労働(Labeur)」に加わった。ベルギーで活動を続け、1902年にブリュッセルで結婚した。1903年にブリュッセルの「ラ・リーブル・エステティーク（自由美学）」の展覧会に初めて出展した。
1905年にパリのモンマルトルに移り、パリの芸術家のなかで活動した。パリのアンデパンダン展やサロン・ドートンヌ、国民美術協会の展覧会、サロン・デ・チュイルリー（Salon des Tuileries)などにに出展した。
パリの画廊でアルマン・ギヨマン、アンリ・ルバスクといった画家たちと展覧会を開いた。
風景画やヌードなどを描いた。代表作には、現在オルセー美術館にある「ブリュッセルのリュクサンブール駅」などがある。
1925年に日本で開催されたフランス現代美術展覧会に『眠れる女』が出品される予定ではあったが、警視庁による事前検閲で「善良な風紀を紊す恐れがある」との指摘を受けて公開は控えられた。
1927年に交通事故がもとで亡くなった。

## 作品

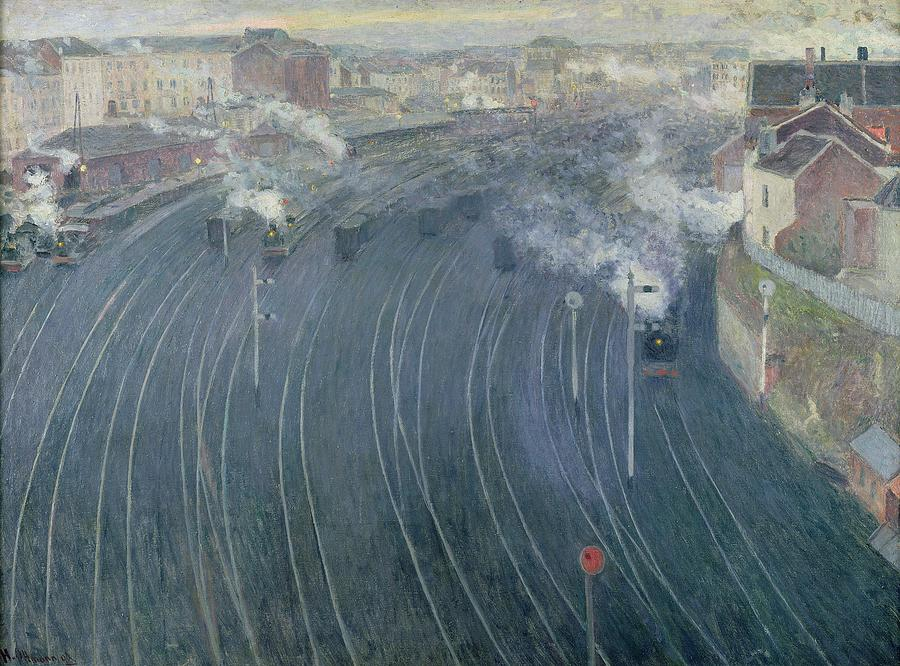
「ブリュッセルのリュクサンブール駅」(1903) オルセー美術館 蔵
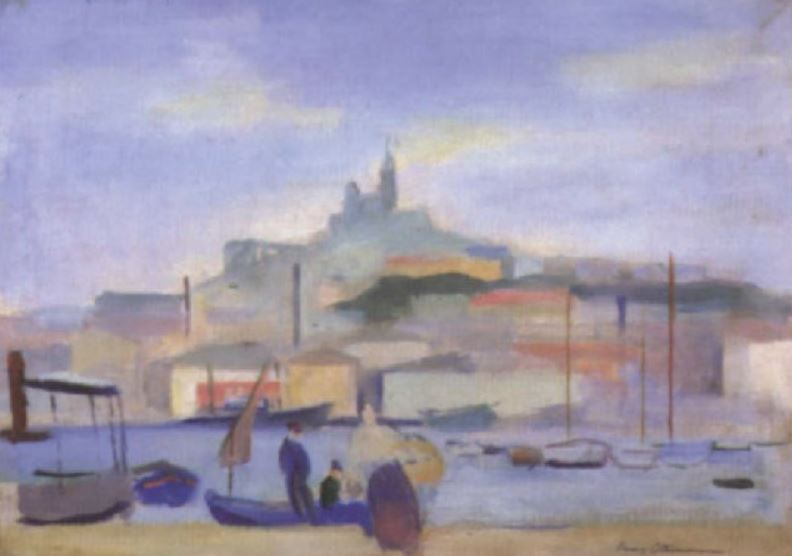
マルセイユ港 (1920)
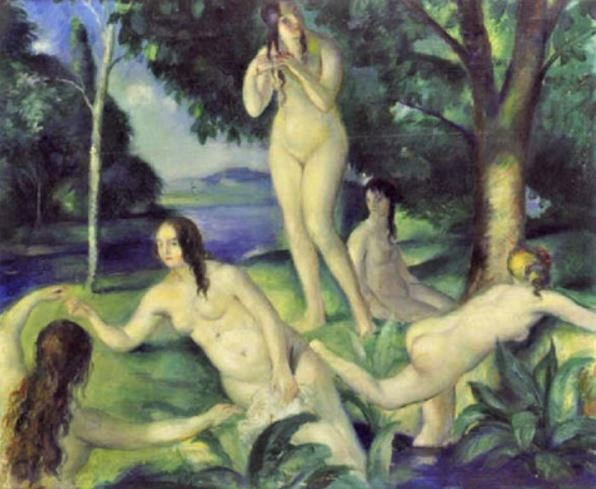
水浴する女性たち (1920)
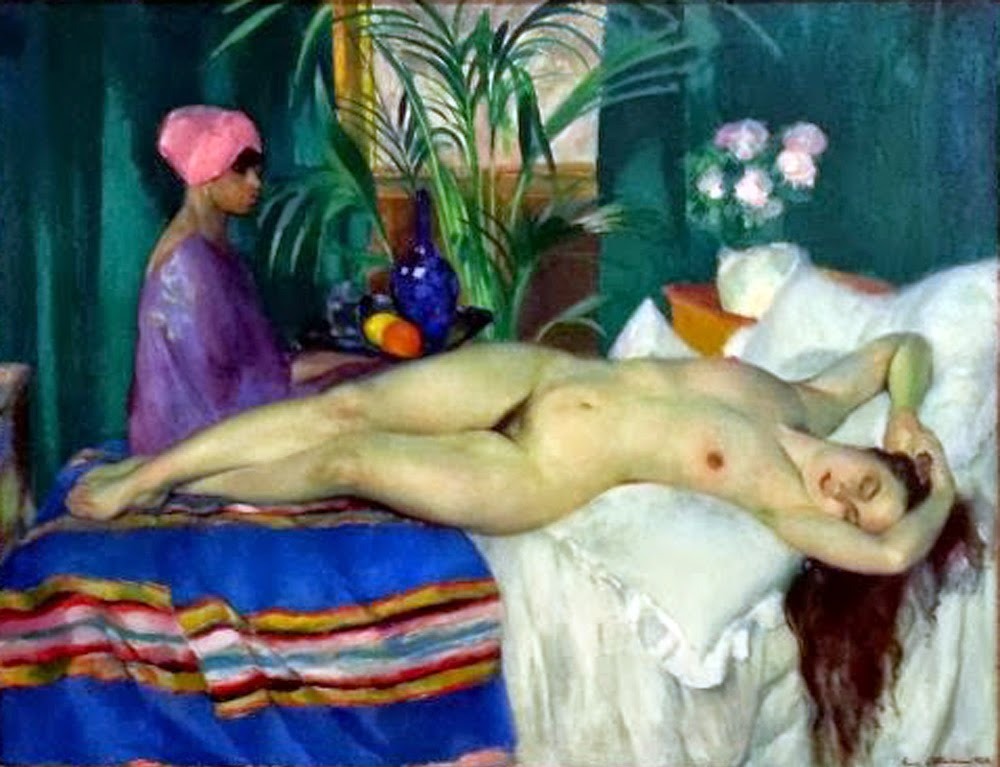
眠る遊女(Courtisane Endormie)(1920) 国立近代美術館 (フランス)

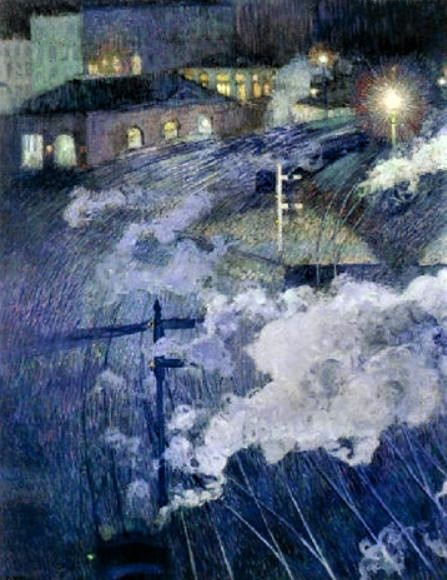
リュクサンブール駅
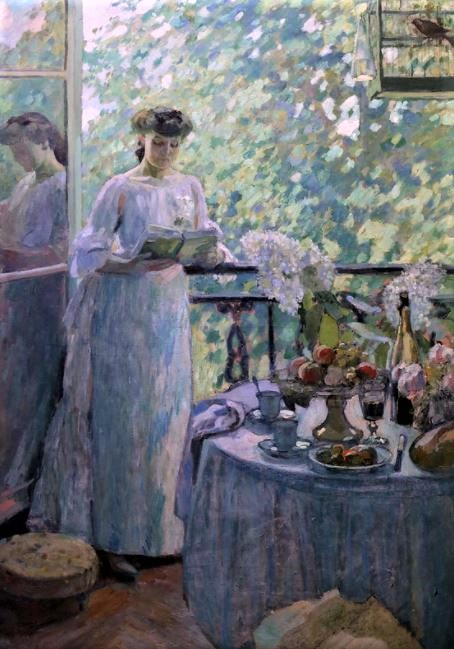
"Madame Ottmann"
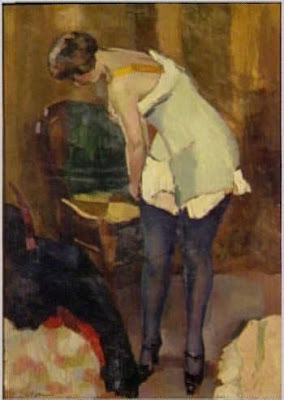
青いストッキングの女　(1917) 国立近代美術館 (フランス) 蔵
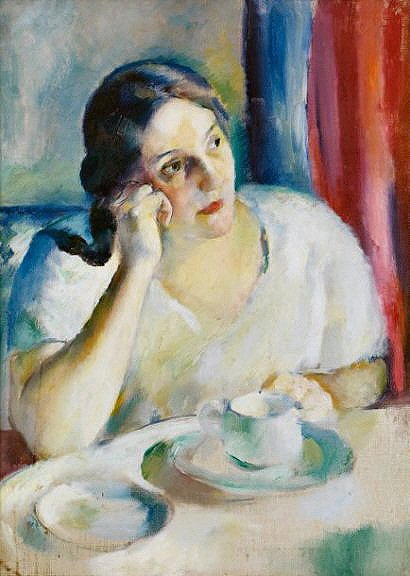
妻の肖像画 (個人蔵)